# Xã Kendall, Quận Hamilton, Kansas
Xã Kendall (tiếng Anh: Kendall Township) là một xã thuộc quận Hamilton, tiểu bang Kansas, Hoa Kỳ. Năm 2010, dân số của xã này là 85 người.